# 写真袋
写真袋（しゃしんぶくろ）は、かつて存在した携帯情報端末向けの写真や動画の共有アプリである。児童ポルノ等の違法なコンテンツの温床となったことで運営会社が摘発を受け、サービスを終了した。

## 沿革
2012年1月25日にカヤックがリリースし、2013年10月31日にAIRCASTへ運営が譲渡された。
2015年11月に運営会社のAIRCASTが摘発を受け（#摘発とサービスの終了節参照）、2016年2月29日にサービスを終了した。

## 仕様
Android及びiOSに対応していた。動画共有機能はiOS版に限ってのことであったが、Androidにも対応が予定されていた。
アップロード側は、写真や動画をアップロードする際に合言葉を設定し、ダウンロード側は、合言葉を入力しダウンロードを行う。アップロードされた写真は一定期間は無料でダウンロードでき、その後は「ハチミツ」と呼ばれる課金アイテム（1個99円）を使用することでダウンロードできた。「ハチミツ」を用いた課金ダウンロードが発生すると、アップロードした側に一部が還元される仕組みになっていた。
ユーザー登録やログインは不要で、手軽に使うことができた。しかし通常の画像掲示板には掲載できない猥褻画像を流布させるなど、本来の目的に合致しない利用も見られた。「ハチミツ」を稼ぐために自撮りの裸体画像をアップロードするような者も存在した。2015年11月の摘発時点の警察発表によれば、アップロード画像の30％から40％が児童ポルノ画像であったとされる。

## 摘発とサービスの終了
2015年11月4日、児童ポルノが配布されていることを知りながら対策を怠り公然陳列を手助けしたとして、運営会社のAIRCASTの社長が警視庁に逮捕された。2015年11月30日、運営会社のAIRCASTは会社の解散を発表した。2016年1月7日、AIRCASTは同年2月29日付で写真袋のサービスを停止することを発表した。
社長は2015年11月25日に処分保留で釈放され、2016年3月28日に不起訴処分となった。ただしこの間、社長は類似の別件で逮捕・起訴されている（次節参照）。

## 『写真箱』アプリと再摘発
AIRCASTは『写真袋』とは別の画像共有アプリ『写真箱』も運営していたが、2016年2月8日に『写真箱』アプリの児童買春・ポルノ禁止法違反容疑で、AIRCASTの社長が神奈川県警に逮捕された。その後社長は起訴され、2017年5月16日に一審で有罪判決（懲役2年6ヶ月、執行猶予4年、罰金400万円）を受けた。